# Antonio Piccolomini d'Aragona
Antonio Piccolomini d'Aragona (Sarteano, 1435 – Capestrano, 11 gennaio 1492) è stato un militare e politico italiano.

## Biografia

### Le origini
Don Antonio Maria Todeschini Piccolomini d'Aragona era nato dall'unione di Nanni Todeschini e di Laudomia Piccolomini. Il suo cognome alla nascita era Todeschini. Dopo l'elevazione al soglio pontificio di Enea Silvio Piccolomini, suo zio materno, avvenuta nel 1458, fu adottato dalla famiglia del pontefice insieme al padre e i suoi fratelli. Circostanza che comportò l'aggiunta del cognome materno a quello del padre e la sostituzione dello stemma Todeschini con quello piccolomineo. Regola prevista dalla normativa della Consorteria Piccolomini, fortemente voluta e istituita dal nuovo papa.

Le notizie circa la sua formazione giovanile sono poco note. Con certezza si sa che da Sarteano si trasferì con la famiglia a Siena, dove completò i suoi studi e probabilmente si rivolse al mestiere delle armi come molti altri componenti della sua famiglia.

### L'anno 1458
Il 1458 e gli anni immediatamente successivi portarono una serie di eventi particolarmente favorevoli all'ascesa politica del Piccolomini.
In precedenza, negli anni quaranta Alfonso d'Aragona detto il Magnanimo, si era preoccupato di rendere sicura la successione nel regno di Napoli del suo unico erede, il figlio naturale Ferdinando (Ferrante) d'Aragona.
Sul fronte diplomatico aveva già ottenuto per sé e la sua discendenza la legittimazione sul trono napoletano dalla bolla papale di Eugenio IV nel luglio del 1444. Legittimazione confermata poi nel 1451 anche da Niccolò V, che di fatto metteva fuori gioco la casa d'Angiò . Sul fronte interno con l'approvazione del parlamento dei baroni, aveva ottenuto nel 1440 la legittimazione del figlio come erede nella successione dinastica. Inoltre Ferdinando nel 1443 fu investito anche del titolo di Duca di Calabria, esautorando anche in questo caso Giovanni II d'Angiò che era stato investito dello stesso titolo dal padre Renato d'Angiò.
Il 27 giugno 1458 il re di Napoli moriva e mentre il figlio si apprestava legittimamente a salire sul trono, il Papa Callisto III, preferì favorire la causa francese. Dichiarò con bolla del 12 luglio 1458, Ferdinando inabile a succedere al padre, minacciando di scomunica chiunque avesse favorito la sua investitura. Si ruppero così tutti gli equilibri creati da Alfonso V e fu rilanciata da una parte la candidatura di Giovanni d'Angiò e risvegliate dall'altra, le aspettative, mai sopite, dei baroni.
Il 6 agosto 1458 moriva anche Callisto III e al suo posto, il 19 agosto seguente, veniva eletto papa Pio II. Tuttavia la posizione di Ferrante d'Aragona rimaneva incerta poiché la bolla emessa da Callisto III lo aveva messo fuori dei giochi.
D'altra parte il neoeletto Pio II, nei suoi disegni aveva la preparazione della crociata contro i turchi. Era suo interesse mantenere gli equilibri esistenti e preferì di conseguenza favorire la causa aragonese in luogo di quella francese. Inoltre il regno di Napoli faceva parte della Lega italica e sarebbe stato un sicuro alleato contro il Piccinino, che abbandonata Venezia si aggirava per la penisola come una mina vagante insidiando gli stessi territori della Chiesa.
Tra il 2 novembre e il 2 dicembre 1458 emise una serie di provvedimenti nei quali revocò la bolla papale del suo predecessore e confermò nei suoi privilegi re Ferdinando. Negli accordi che avevano preceduto la decisione del papa era prevista la restituzione alla Chiesa dell'enclave di Benevento e il territorio di Terracina del quale poi il nipote Antonio sarebbe divenuto feudatario e signore. Fu stabilito inoltre che il Piccinino per intercessione di Ferdinando, restituisse Gualdo, Norcia, Assisi e gli altri territori sottratti alla Chiesa. Durante la trattativa con ogni probabilità fu anche considerata l'ipotesi di un accordo matrimoniale tra le due casate, da cui sarebbe scaturita l'unione, poi sancita nel 1461, tra Maria d'Aragona, figlia naturale del re di Napoli e il nipote del papa.

### Antonio, nipote prediletto al servizio del pontefice
Antonio era il maggiore tra i figli di Laudomia, una delle due sorelle di Pio II, ed era il suo nipote laico prediletto. Fu scelto tra i componenti della famiglia come destinatario di particolari favori e investiture. Già nel 1458, all'età di ventitré anni divenne Governatore di Castel Sant'Angelo. Nello stesso anno ricevette il titolo di Conte Palatino e nel 1460  fu nominato commissario e governatore generale della cavalleria e fanteria pontificia, ovvero Capitano generale della Chiesa. Nello stesso periodo fu investito del feudo di Terracina, nel 1462 in quello di Senigallia e nello stesso tempo fu nominato vicario pontificio di Mondavio.

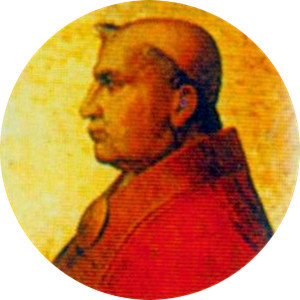
Il pontefice Pio II

Nei commentari viene ricordato in diverse occasioni oltre che per la sua valenza militare anche per le sue capacità amministrative. Il papa ne sottolinea il valore e anche le particolari doti di umanità dimostrate nel 1460, durante l'assedio e saccheggio di Donadio, castello dei Savelli che aveva ospitato le truppe del Piccinino. L'episodio riguarda la posizione del Piccolomini che ottenuta la capitolazione della città, una volta oltrepassate con una piccola scorta le porte del castello per trattare i particolari della resa, fu catturato con i suoi uomini. La reazione delle truppe preposte all'assedio, fu particolarmente violenta e il borgo fu messo al sacco con episodi di crudeltà inaudite, perpetrate in particolare dalla soldatesca sforzesca, che il Piccolomini una volta liberatosi riuscì a limitare, imponendo la fine delle violenze.
Nel territorio pontificio fu impegnato in diverse missioni d'arme, perlopiù per sedare e contrastare i diversi focolai di rivolta provocati prevalentemente dal Piccinino, alleato di Giovanni II d'Angiò. Questi si era stabilito nel Lazio e da Palombara minacciando direttamente Roma. Appoggiava la ribellioni dei diversi feudatari tra cui i Savelli e gli Anguillara, che approfittando degli squilibri provocati dalla guerra di successione al trono di Alfonso il Magnanimo, volevano affermare una propria autonomia. In particolare Everso d'Anguillara, tentava di costituire uno signoria nel Patrimonio.
Non è particolarmente documentato quale fosse il peso del Piccolomini in queste vicende, ma sicuramente il suo fu un ruolo rilevante, tanto da procurargli molti nemici tra i nobili ribelli, come è sottolineato da un progetto di congiura capeggiato dai Colonna, che nel 1459 prevedeva la sua uccisione e la presa di potere ai danni di Pio II.
Durante questo intenso periodo trascorso al servizio del pontefice, nel 1461 si compì l'evento forse più importante nella vita del Piccolomini e cioè il matrimonio con una donna della potente casa d'Aragona. In segno di particolare benevolenza e attenzione, il papa mise a sua disposizione una galea pontificia, con altro naviglio al seguito. Questa coreografia doveva consentirgli un ingresso ad effetto nel porto di Napoli, al pari del figlio di un monarca.

### Il Piccolomini si pone ai vertici della nomenclatura partenopea

#### Il matrimonio con Maria d'Aragona

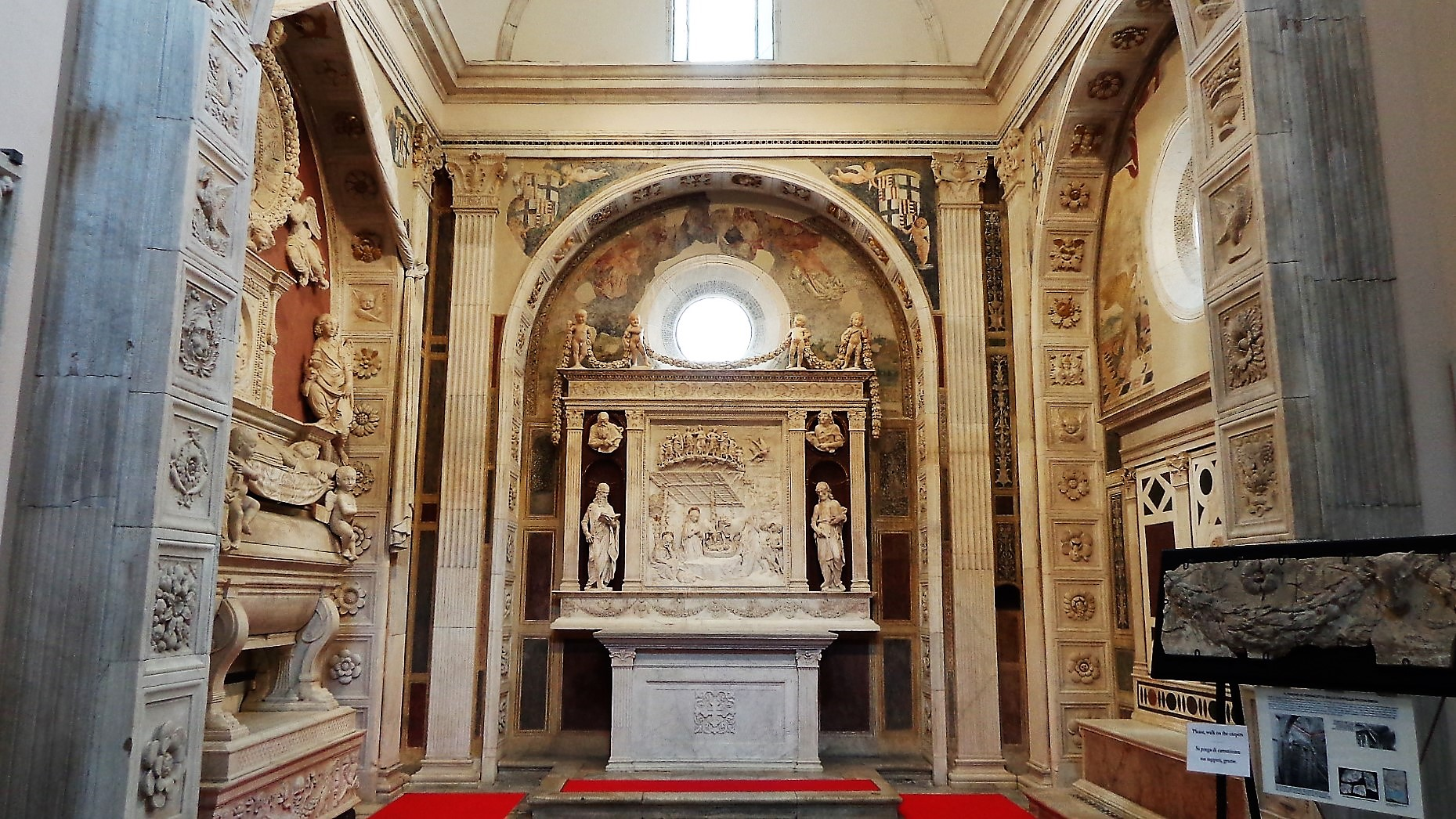
La cappella Piccolomini a Sant'Anna dei Lombardi

Il matrimonio con Maria d'Aragona (Napoli 1443 ? - † 1463) segna una profonda svolta e un cambio di passo nella vita di Antonio Piccolomini. Lasciò definitivamente l'antica patria senese per entrare in modo risoluto nella società partenopea, portando la sua famiglia ai massimi vertici dell'aristocrazia napoletana.
La sua prima grande affermazione fu l'assegnazione del antico e storico dominio feudale del Ducato di Amalfi, che gli venne conferito nel 1461 come parte della dote nuziale. Inoltre ebbe l'onore di poter aggiungere al suo cognome il predicato della casa aragonese e inquartare nel suo stemma l'arme del sovrano.
Tuttavia le notizie su questa, che fu la sua prima moglie, sono estremamente rarefatte. Era una figlia illegittima di Ferrante avuta da Diana Guardato, una nobildonna di Sorrento. L'unica data certificata è quella del suo matrimonio: 23 maggio 1461 e si sa che morì di parto all'età di vent'anni, dando alla luce la sua terza figlia di nome anche lei Maria. Sembra dunque verosimile l'ipotesi che il suo matrimonio non sia stato celebrato nel 1458, come affermato da alcuni autori, poiché all'epoca la figlia di Ferrante fu giudicata ancora troppo giovane.
Difficile dunque stabilire con esattezza l'anno di nascita sia della sposa, che delle uniche tre figlie.
Il fatto che entrambe le mogli del Piccolomini avessero nome e predicato uguali ha creato molto confusione. L'argomento di conseguenza continua ad essere controverso.
Le sue spoglie mortali riposano nella Cappella Piccolomini della Chiesa di Sant'Anna dei Lombardi a Napoli.

#### Il matrimonio con Maria Marzano d'Aragona
Rimasto vedovo della prima moglie, sposò in seconde nozze Maria (1452 ca.- † 1496), figlia di Marino Marzano, duca di Sessa e di Eleonora, figlia naturale di Alfonso il Magnanimo e sorella quindi di Ferrante. Perpetuò dunque il predicato Aragona e la successione nel ducato d'Amalfi anche nella discendenza di questo secondo matrimonio, da cui nacquero due femmine e quattro maschi. Secondo alcuni storici, il ducato di Sessa fu assegnato sulla carta ad Antonio Piccolomini nel 1459, quando di fatto Ferrante aveva autorizzato la spoliazione dei feudi di Marzano. Il matrimonio con Maria avvenuto nel 1471 avrebbe dovuto confermare l'autorità del Piccolomini sulle terre di Marino Marzano visto che ormai quest'ultimo era stato sconfitto e imprigionato con il suo unico figlio maschio. Ciò tuttavia non avvenne, né le fonti disponibili ne spiegano il motivo.

#### Gli impegni militari nel Regno di Napoli

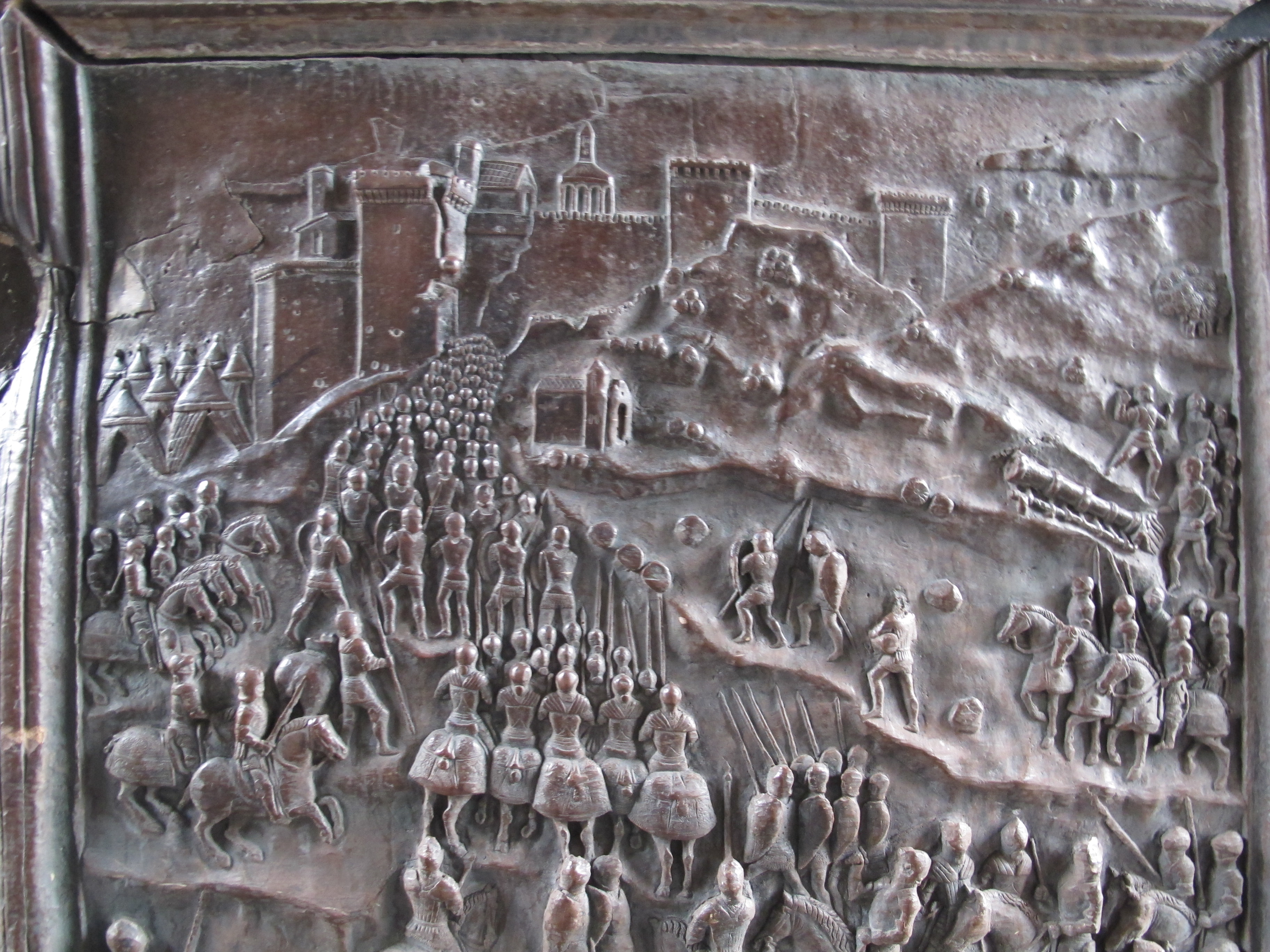
la Battaglia di Troia-Bassorilievo sulla porta Maschio Angioino

All'epoca, tuttavia il regno era scosso da forti turbolenze provocate dal tentativo di Giovanni II d'Angiò di riconquistare la corona ai danni di Ferrante d'Aragona. Il Piccolomini fu così coinvolto anche nelle battaglie che si svolgevano nel territorio del regno napoletano. Nel 1461 fu inoltre al centro di un tentativo di conciliazione proposto dal pretendente francese direttamente al pontefice. Conciliazione che prevedeva la spartizione del sud della penisola tra il d'Angiò, Ferrante e lo stesso Piccolomini a cui sarebbe andata la Calabria. La guerra per la successione tuttavia entrava nella sua fase più critica e la cosiddetta prima fase della Congiura dei baroni lo coinvolse per un lungo arco di tempo dal 1459 al 1464.

Fu impegnato in tutto il territorio del regno a volte da solo a capo delle milizie pontificie e spesso al seguito di Ferrante e gli altri alleati della Lega Italica, che erano Alessandro Sforza, Orso Orsini, Bernardo e Roberto Sanseverino e Federico Conte di Urbino.
Nel 1461, al comando di truppe pontificie, mille cavalieri e cinquecento fanti, si diresse nella Terra di Lavoro, dove espugnò Castel Volturno, presidio del duca di Sessa. Proseguì poi verso sud dove espugnò nella primavera dello stesso anno la rocca di Scafato e immediatamente dopo la rocca di Castellammare.
Successivamente si unì alle forze della Lega Italica e partecipò alle missioni svolte in Calabria contro Bisignano, Cosenza e Nicastro e poi in Puglia contro Lucera, e Monte Sant'Angelo e Accadia. Infine al comando delle sue truppe, partecipò il 18 agosto del 1462 alla battaglia di Troia sempre in Puglia dove Giovanni II e il Piccinino uscirono nettamente sconfitti. Nei primi mesi del 1463 fu impegnato a eliminare in Abruzzo le ultime resistenze del Piccinino. Nello stesso periodo fu nominato Generale luogotenente di gente d’arme del Regno di Napoli.
Dopo un intervallo di pace relativamente lungo, prese parte ancora alle campagne militari che coinvolsero il regno di Napoli, ma le notizie al riguardo sono lacunose. Si ha notizia di una sua partecipazione alla Guerra del Sale che nel 1482 lo vide in Abruzzo contrastare l'armata veneta che si muoveva nei territori della corona.

##### La battaglia di Mondragone

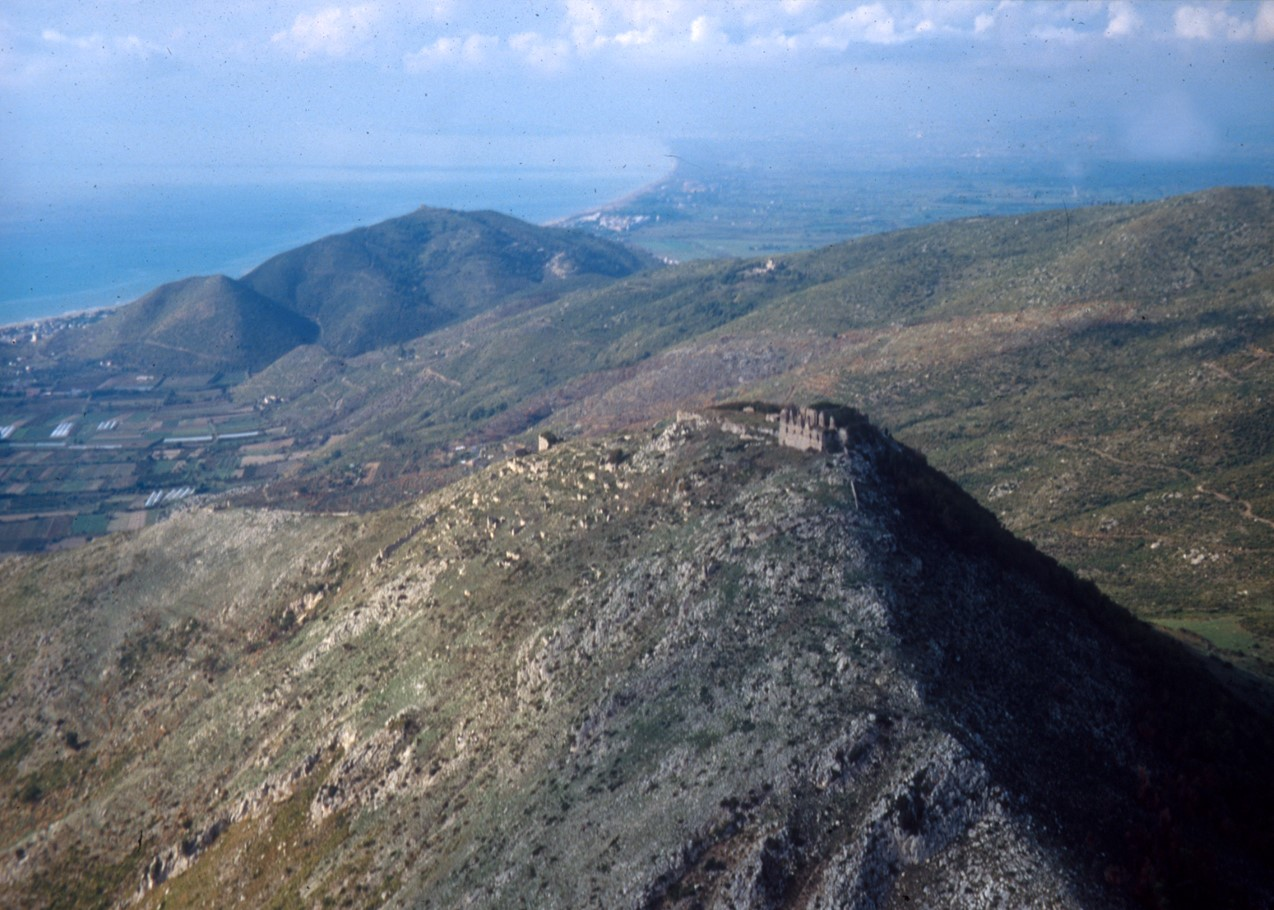
I resti della rocca di Mondragone

Degna di particolare menzione fu la battaglia avvenuta nell'estate del 1463 durante l'assedio di Mondragone, in cui Piccolomini diede prova di grande valore, ricordato anche da Pio II nei suoi Commentarii. Manifestazione di coraggio e determinazione che conquistò definitivamente la stima e la fiducia del re Ferdinando.
In particolare l'episodio vedeva le truppe aragonesi acquartierate nella piana antistante la rocca di Mondragone, in attesa della capitolazione dell'inespugnabile castello. Tuttavia con un'azione notturna a sorpresa, predisposta dal duca di Sessa Marino Marzano, mille uomini invasero il campo riuscendo a impadronirsi di parte dell'artiglieria. Ridussero a mal partito e uccisero parte della milizia al servizio della corona. Il castello di legno eretto a difesa dell'esercito aragonese fu distrutto e il comandante ivi preposto ferito e catturato .
Il Piccolomini, con le forze rimaste si trovò completamente accerchiato in una situazione apparentemente insostenibile. Decise di resistere e con una pattuglia fece avvisare l'altro comandante posto a difesa delle sorgenti d'acqua. In attesa del suo arrivo riuscì con gravi perdite a lottare ad oltranza respingendo le preponderanti forze nemiche a cui si era unita la guarnigione del castello. Con gli attesi rinforzi le sorti dello scontro furono ribaltate, l'artiglieria fu riconquistata e il nemico messo in fuga.
L'esito della battaglia non portò in definitiva alla resa del castello, ma mise in luce la debolezza del Marzano e contribuì in modo significativo ad isolare, sia dal punto politico che militare, questo antagonista del monarca aragonese. Il suo ducato, come accennato sarebbe poi dovuto spettare al Piccolomini.

### Il regno di Napoli, sua nuova patria

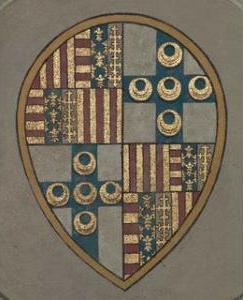
Affresco murale dello stemma Piccolomini d'Aragona

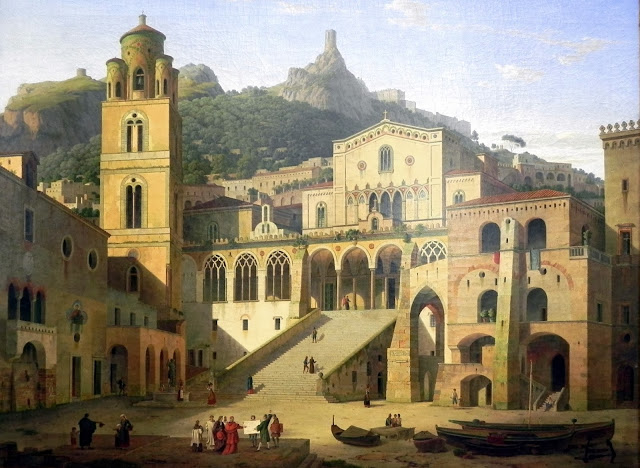
La città medievale di Amalfi nel XVII secolo. Sullo sfondo la torre di avvistamento Piccolomini d'Aragona

Poco dopo la fine delle ostilità nel territorio del Regno di Napoli, moriva Pio II nell'agosto del 1464. Questo evento influenzò ancora le scelte del Piccolomini. Nei disegni del pontefice c'era la partecipazione del nipote Antonio alla desiderata crociata contro i turchi, che tuttavia, a causa della sua morte non venne realizzata. La circostanza se, da una parte non permise al Piccolomini di coprirsi di gloria nell'eventuale riconquista dei luoghi santi, dall'altra lo sottrasse ai rischi che tale impegno avrebbe comportato. Il duca di Amalfi nel 1463 era rimasto vedovo con tre figlie infanti che nel caso di una sua morte sarebbero rimaste prive di protezione. La morte dello zio lo privò di un sostegno inestimabile. Di conseguenza fu costretto ad una scelta. Abbandonò tutte le cariche di prestigio e potere che aveva nello stato pontificio e probabilmente si disinteressò anche del feudo di Terracina che non era più nei confini del Regno di Napoli. Rimase legato ai fratelli e alla famiglia d'origine, ma sebbene gli interessi legati allo stato senese fossero ancora forti, con il tempo se ne allontanò per curare il suo vasto patrimonio nella sua nuova patria di elezione.

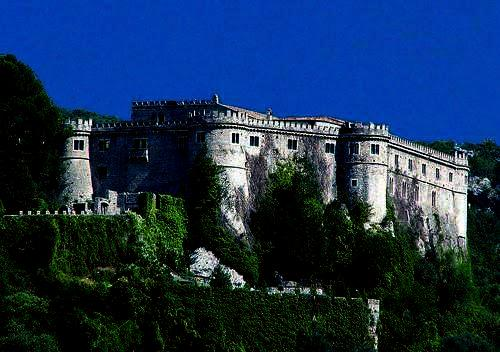
Castello Piccolomini di Balsorano

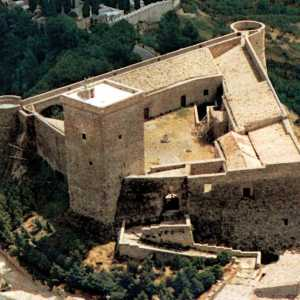
Castello di Deliceto

Aveva saputo conquistare la stima e la fiducia di re Ferdinando, che gli assicurò, secondo gli accordi a suo tempo sottoscritti con il papa, la contea di Celano e i feudi già appartenuti alla famiglia Berardi, antichi signori della Marsica, esautorati e banditi a causa della ribellione dell'ultimo discendente, Ruggero Accrocciamuro, alleato del Piccinino. I rapporti tra il re e il genero erano ben saldi, e anche dopo la morte della figlia i diritti dotali relativi al ducato di Amalfi non furono mai messi in discussione. Anzi al Piccolomini fu assicurata una miriade di signorie nel territorio del regno, in particolare in Abruzzo, regione di cui divenne a più riprese governatore negli anni 1469-75, 1484 e 1491.
Oltre alle supreme cariche militari fu dal suocero nominato Giustiziere del Regno. Gli fu conferita anche l'importante baronia di Scafati (1465) e, in territorio toscano, l'enclave napoletana della signoria di Castiglione della Pescaia e dell'isola del Giglio (1460 - 1464). Signoria, quest'ultima, che Antonio donò nel 1464 al fratello Andrea.
Sorte diversa invece ebbe la Signoria di Senigallia e il Vicariato di Mondavio, a suo tempo assegnatigli dallo zio. Feudi che non riuscì mai a tenere saldamente nelle sue mani e che perse definitivamente dopo un vano tentativo di riconquista. Nel 1474 in tali signorie subentrò Giovanni Della Rovere, nipote di Papa Sisto IV, che nei vari giochi nepotistici, risultò vincitore.
Ormai gli interessi del Piccolomini, rimasto solo nei sette anni che lo separarono dal successivo matrimonio e di cui le cronache di corte non ci hanno lasciato particolari relazioni, gravitavano nel regno di Napoli.
Le cariche politiche, l'amministrazione degli innumerevoli feudi, che fra l'altro, portavano ritorni economici di non poco interesse, lo assorbivano completamente.
Nel 1471 l'accennato matrimonio con Maria Marzano d'Aragona, anche lei nipote del re, contribuì ulteriormente a rinsaldare i rapporti con la monarchia. Le figlie del primo matrimonio ebbero tutte matrimoni eccellenti con personaggi di primo piano nel panorama geopolitico italiano. Anche gli altri cinque figli del secondo matrimonio non furono da meno e uno dei figli maschi fu vescovo di Bisignano. In definitiva la parentela con lo zio pontefice e quella con la casa d'Aragona lo portarono a livelli di eccellenza. La famiglia nel 1480 fu aggregata al patriziato napoletano nel Seggio del Nilo, uno dei sette Sedili di Napoli
Durante i vent'anni di relativa pace che seguirono, fece costruire i castelli di Balsorano, Celano e Ortucchio e restaurare diversi altri di sua proprietà che, poi, vennero distribuiti tra i suoi discendenti.
La figura di Antonio ha una dimensione esemplare, che i suoi discendenti non riuscirono a perpetuare. Unico in tutta la sua famiglia dimostrò grande sensibilità nei confronti dello sviluppo manifatturiero amalfitano.
In virtù della sua cultura operosa, ereditata nel territorio senese, e anche alla politica inaugurata da Alfonso V d'Aragona, importò, da diversi luoghi delle penisola, maestri in grado di dare impulso alla costruzione di diversi opifici. Primo fra tutti fu quello per la lavorazione della lana "all'usanza di Siena e Firenze", nonché diverse gualchiere e tintorie nel territorio amalfitano: a Scala, Pontone, Ravello, Strani e Maiori. Rilanciò ed implementò gli stabilimenti siderurgici preindustriali e le ferriere, già presenti ad Amalfi
Morì a Capestrano l'11 gennaio 1492.

## Discendenza
Antonio sposò:

in prime nozze nel 1461 a Napoli Maria d'Aragona (1443 - 1463), figlia naturale di Ferdinando I di Napoli e di Diana Guardato:
- Vittoria, nata a Napoli (1462 ca. – † Piombino, 1518), sposò nel 1476/78 Jacopo IV d'Appiano d'Aragona, Principe del Sacro Romano Impero, Conte del Sacro Romano Impero, 8º Signore di Piombino, ecc.;
- Isabella, nata a Napoli (Siena 1462 ca. – † Ripatransone, 1505), sposò Andrea Matteo Acquaviva d'Aragona, 8º Duca di Atri;
- Maria, nata a Napoli (1463 ca. – † ?), sposò Francesco Orsini, 3º duca di Gravina;

in seconde nozze nel 1471 Maria, nata a ? (1452 – † 1496), figlia di Marino Marzano e Eleonora d'Aragona:
- Alfonso, nato a Napoli (1472 ca. – † 1503 ca.), sposò Giovanna d'Aragona;
- Eleonora, nata a Napoli (1474 ca. – † 1503), sposò Bernardino Sanseverino, 3º principe di Bisignano;
- Ferrante, nato a Napoli (1475 ca. – † infante);
- Giambattista, nato a Napoli, (1476 ca. – † 1530 ?), sposò Costanza Caracciolo;
- Francesco, nato a Napoli (1473 ca. – † 1530), vescovo di Bisignano nel 1498;
- Giovanna, nata a Napoli (1480 ca. – † 1547), sposò Marcantonio Caracciolo, 1º conte di Nicastro.